# آروپولا
آروپولا (انگلیسی: Aruppola) یک منطقهٔ مسکونی در سری‌لانکا است که در استان مرکزی (سری‌لانکا) واقع شده‌است.